# Professor
Professor (latin: "offentligt anställd eller avlönad lärare") är en titel för de högst utbildade lärarna vid högskolor och universitet. Samma typ av tjänster finns inom flertalet universitetssystem i världen, även om titeln på en del språk även är en allmän benämning för en lärare. Ämbetet och befattningen brukar på svenska benämnas professur.
På senare år har fler grader och typer av professorstitlar införts i bland annat den svenska akademin eller i allmänt språkbruk även i Sverige. Detta innebär att sådant som adjungerad professor och gästprofessor blivit vanligare ordval även i Sverige, där traditionellt en professor innehaft en professur. I exempelvis USA finns sådant som adjunct professor (adjungerad professor), assistant professor (lektor, universitetslektor eller biträdande lektor), associate professor (biträdande professor, docent) och visiting professor (gästprofessor) och post-retirement professor (senior professor).

## Emeritus och senior
När en professor pensionerar sig, övergår ofta personens roll till en som professor emeritus (emerita om det gäller en kvinna). Det innebär ofta att hen fortfarande är aktiv inom sin profession, men det kan gälla tillfälliga eller mindre uppdrag för sin tidigare arbetsgivare eller andra lärosäten. En sådan person kan fortfarande bidra med handledning till doktorander. Funktionen och titeln är frivillig och inget som pensionären behöver godkänna. Emeritus är en hederstitel och inget som tilldelas automatiskt.
Ibland kallas en professor som fortsätter arbeta efter pensionen för seniorprofessor eller senior professor.

## Professors namn
Professors namn (bokmål: professors navn; danska: titulær professor) är en statlig hederstitel i olika länder; i Sverige utdelas den av regeringen. Den tilldelas forskare och andra kulturpersoner, som ett erkännande av deras insatser utom den akademiska världen. Insatserna anses då i regel ha haft stor betydelse för folkbildningen eller allmännyttan. Kriterierna för utdelandet påminner om dem som gäller för den kungliga medaljen Illis quorum.